# Hijos del desierto
Hijos del desierto es una telenovela chilena de época definida como un drama policial romántico, creada y escrita por Rodrigo Cuevas, dirigida por Patricio González y producida por Mazal. Se estrenó por Mega el 23 de agosto de 2022, sucediendo en el horario a Amar profundo.
Fue protagonizada por Gastón Salgado, María José Weigel y Jorge Arecheta, junto con las actuaciones estelares de Francisco Melo, Paola Volpato y Marcelo Alonso en roles antagónicos.

## Argumento
La historia inicia en el Norte Grande de Chile, por el año 1907, en aquel tiempo, ocurría un terrible suceso, que se conoce a lo largo de la historia como la Matanza de la Escuela Santa María de Iquique. A raíz de tan cruel asesinato masivo en el cual murieron injustamente hombres, mujeres y niños inocentes, incluyendo a los padres de dos pequeños hermanos de Iquique, Pedro y Manuel Ramírez, los niños fueron separados a la fuerza. Por un lado, Manuel fue robado por Gregorio Sanfuentes (Francisco Melo), un oficial de la Armada de Chile quien representaba a dicha institución entre los muchos oficiales de los distintos regimientos militares que estaban a cargo de la represión, con la sorpresiva intención de poder adoptarlo, por exigencias de la esposa de Gregorio, Antonia Williams (Paola Volpato), una sufrida mujer quien tan sólo deseaba convertirse madre, pero no podía concebir biológicamente; mientras que Pedro huyó de un hogar de menores y emprendió una aventura en busca de su hermano, creciendo en las calles de la ciudad de Valparaíso.
El tiempo pasó, y los hermanos sobrevivientes de la masacre siguieron con sus vidas por separado sin saber el uno del otro. Sin embargo, el destino hace que sus caminos se crucen en 1937, con base en un enfrentamiento a muerte; eso se debe a que Manuel, ahora convertido en un detective de la policía bajo el ala de Gregorio y Antonia, y rebautizado con el nombre de Gaspar (Jorge Arecheta), ha sido enviado al Puerto de Valparaíso para combatir contra una banda de contrabandistas y delincuentes que azota la ciudad, banda que por casualidad, es liderada precisamente por Pedro (Gastón Salgado). Desde el instante en que estos dos hombres se encuentran después de treinta años, ninguno se reconoce el uno del otro; así, se transforman de un momento a otro en implacables y acérrimos archienemigos, listos y dispuestos a eliminarse entre sí, generando un terrible conflicto entre ambos, sin saber que en realidad son hermanos. La cosa se complica más aún cuando Pedro y Gaspar involucran al corazón en este conflicto mediante la aparición de la doctora Eloísa González (María-José Weigel), una hermosa mujer recién graduada de medicina, que sin saber cómo, logra enamorar a los irreconocibles hermanos. Además, Eloísa está decidida a revolucionar las calles porteñas y desafiar los antiguos estereotipos de la sociedad local, con sus ideas libertarias y progresistas.

## Reparto
- Gastón Salgado como Pedro Ramírez.
- Jorge Arecheta como Gaspar Sanfuentes.
- María José Weigel como Eloísa González.
- Francisco Melo como Gregorio Sanfuentes.
- Paola Volpato como Antonia Williams.
- Marcelo Alonso como Cornellius Bormann.
- Francisca Gavilán como Ester Rutte.
- Claudio Arredondo como Neftalí González.
- Ingrid Cruz como Helena Von Müller.
- Paloma Moreno como Margot LeBlanche.
- Carmen Zabala como Violeta “La Gato” Mondaca.
- Michael Silva como Víctor “El Negro” Pacheco.
- Roberto Farías como Eloy "Panda" Zapata.
- Rodrigo Soto como Hipólito Cárdenas.
- Fernanda Finsterbusch como Josefina Bormann.
- Alejandra Araya como Sara Levy.
- Manuel Castro como Patricio Heim.
- Otilio Castro como Simón Soto.
- Andrés Olea como Olegario Serrano.
- Nahuel Cantillano como Herminio "El Peineta" Meneses.
- Simón Beltrán como "Piojo"
- Bastián Hidalgo como "Lilo"
- Martín Sepúlveda como "Guille"
- Carmen Amadori como Patricia Alegría.
- Ricardo Mateluna como Arturo Perales.
- Fernando Olivares como Alberto "Beto" Pirandelli.
- María Gracia Omegna como Bianca Lombardo.
- Nicolás Oyarzún como Diego Ahumada.
- César Caillet como Dariel Hidalgo.
- Guilherme Sepúlveda como Conrad Braun.
- Hernán LaCalle como José Nicolás Luco.

## Premios y nominaciones
| Año  | Premiación       | Categoría                                         | Nominado(s)                                     | Resultado | Ref.        |
| ---- | ---------------- | ------------------------------------------------- | ----------------------------------------------- | --------- | ----------- |
| 2022 | Premios Produ    | Mejor telenovela                                  | Hijos del desierto                              | Nominada  | [ 7 ] [ 8 ] |
| 2022 | Premios Produ    | Mejor actor principal - superserie y telenovela   | Gastón Salgado                                  | Nominado  | [ 7 ] [ 8 ] |
| 2022 | Premios Produ    | Mejor actriz de reparto - superserie y telenovela | Paola Volpato                                   | Ganadora  | [ 7 ] [ 8 ] |
| 2022 | Premios Produ    | Mejor actor de reparto - superserie y telenovela  | Marcelo Alonso                                  | Nominado  | [ 7 ] [ 8 ] |
| 2022 | Premios Produ    | Mejor actor de reparto - superserie y telenovela  | Francisco Melo                                  | Nominado  | [ 7 ] [ 8 ] |
| 2022 | Premios Produ    | Mejor guion - superserie y telenovela             | Rodrigo Cuevas Gallegos                         | Nominado  | [ 7 ] [ 8 ] |
| 2022 | Premios Produ    | Mejor recreación de época                         | Antonietta Moles, Pedro Miranda y Orlando Arias | Nominados | [ 7 ] [ 8 ] |
| 2023 | Premios Caleuche | Mejor actor protagónico                           | Gastón Salgado                                  | Ganador   | [ 9 ]       |
| 2023 | Premios Caleuche | Mejor actor protagónico                           | Jorge Arecheta                                  | Nominado  | [ 9 ]       |
| 2023 | Premios Caleuche | Mejor actriz protagónica                          | María José Weigel                               | Nominada  | [ 9 ]       |
| 2023 | Premios Caleuche | Mejor actor de soporte                            | Marcelo Alonso                                  | Nominado  | [ 9 ]       |
| 2023 | Premios Caleuche | Mejor actriz de soporte                           | Carmen Zabala                                   | Ganadora  | [ 9 ]       |
| 2023 | Premios Caleuche | Mejor actriz de soporte                           | Francisca Gavilán                               | Nominada  | [ 9 ]       |